# Farsangi lakodalom
Farsangi lakodalom (Mariage au temps du Carnaval) est un opéra-comique en deux actes d'Ede Poldini créé le 16 février 1924 à l'Opéra d'État hongrois. Du fait du statut de l'œuvre qualifiée de premier opéra-comique, son auteur est considéré comme le père de ce genre en Hongrie. 

## Historique
Avant la Première Guerre mondiale, le librettiste Ernő Vajda obtient la commande de l'opéra Farsangi lakodalom à la suite de l'appel d'offre lancé par le comte Miklós Bánffy, commissaire du gouvernement, pour l'Opéra d'État hongrois. La musique en est ensuite commandée à Ede Poldini qui à cette époque est à l'étranger. Avec le déclenchement de la guerre, la présentation de l'opéra doit attendre plus d'une décennie.
La première mondiale donnée le 16 février 1924 est dirigée par István Kerner et mise en scène par László Márkus. L'opéra rencontre un grand succès. La presse hongroise et le public célèbrent avec fierté la naissance de l'opéra-comique hongrois. Le spectacle reste à l'affiche durant plus de cent représentations. L'opéra disparaît du répertoire à la Seconde Guerre mondiale et il faut attendre 1958 pour que le théâtre Erkel soit rénové, puis encore quatre décennies avant qu'il ne soit repris à nouveau. En 2000, le théâtre national Csokonai (hu) le remet à l'affiche où il reste durant plusieurs années avant de disparaître à nouveau. Farsangi lakodalom est l'un des opéras hongrois qui rencontre le plus de succès sur les scènes étrangères. Il est ainsi présenté à Vienne, Dresde et Londres. À l'occasion du millénaire, il est enregistré par le label Hungaroton.